# Chivasso
Chivasso – miasto i gmina we Włoszech, w regionie Piemont, w prowincji Turyn.
Według danych na rok 2004 gminę zamieszkiwały 23 283 osoby, 456,5 os./km².
Na przełomie 1918 i 1919 roku w obozie La Mandria di Chivasso były formowane polskie oddziały wojskowe złożone z jeńców armii austro-węgierskiej i niemieckiej. Oddziały te zostały wiosną 1919 roku przetransportowane do Francji i wcielone do Armii gen. Hallera. Swój rodowód z obozu La Mandria di Chivasso wywodziły między innymi 72 pułk piechoty i 12 pułk artylerii lekkiej.

## Miasta partnerskie
- Ventotene
- Przemyśl
- Betlejem